# Ernesto Kirchbach
Ernst Sigismund Kirchbach (23 de abril de 1831 en Meißen, Sajonia - 15 de agosto de 1876 en Striesen, cerca de Dresde, Alemania) fue un pintor histórico, retratista y director de la Academia de Pintura de Chile.

## Vida
En la Academia de Bellas Artes de Dresde fue alumno del ilustrador de la biblia y pintor al fresco Julius Schnorr von Carolsfeld.
Tras el fracaso del movimiento revolucionario de 1848-1849 Kirchbach se exilió en Londres. Allí se ocupó por unos cinco años de un taller propio y de la decoración del Museo de Kensington. En la casa del también exiliado Arnold Ruge, se casó con la profesora originaria de Renania, Emma Schmitthenner - Stockhausen. En Londres, dos hijos nacieron Ernst Wolfgang (* 1857- † 1906 ) y Johann Frank (* 1859- † 1912 ). La familia se trasladó a Dresde, donde sus hijos pasaron una parte importante de su infancia.

## Director de la Academia de Pintura (1869-1875)

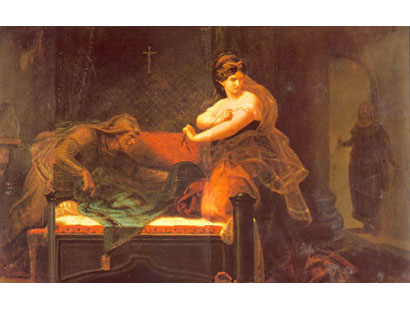
Escena dramática, de Kirchbach. Actualmente en el Casa del Arte.

Kirchbach comenzó a trabajar en Chile a la edad de 37 años, imponiendo rigidez académica y también un renovado estilo para sus alumnos, el romanticismo.
Según Ivelic y Galaz:

El nuevo director se movió en un  ámbito restringido, siendo la  única novedad su afición a  los temas extraídos de la historia medieval. La técnica con la cual los realiza se mantiene dentro de la tradición académica: respeto absoluto por la descripción temática.

Kirchbach, según cuenta el pintor chileno Pedro Lira, tenía una cierta tendencia a la locura y a los estallidos de nervios, por lo que sus alumnos no gustaban tener clases con él; sin embargo, reconocían su habilidad para pintar.
Entre sus alumnos destacados estuvieron varios que también acompañaron en su tiempo a Ciccarelli:
- Pedro Lira:Reconocido pintor, también fue alumno de Cicarrelli.
- Cosme San Martín: Pintor y futuro director de la Academia, también fue alumno de Ciccarelli.
- Alberto Orrego Luco: Paisajista chileno, el autor Ricardo Bindis lo califica entre "...los máximos pintores chilenos del siglo XIX"[8]
- Alfredo Valenzuela Puelma: Miembro de los cuatro grandes maestros de la pintura chilena. Trajo a Chile la tendencia de pintar desnudos.
- Onofre Jarpa: Pintor paisajista romántico, también fue alumno de Cicarrelli.
- Pedro León Carmona: Según Kirchbach, uno de sus mejores alumnos. Fue fundador de la Academia de Pintura del Círculo Católico y de la Academia de Pintura de la Pontificia Universidad Católica de Chile.[9]